# LA·LA·LA
《LA·LA·LA》，是日本女性創作歌手大黑摩季的第10張單曲。1995年2月20日發行。是大黑的代表作之一以及銷量最高的單曲。

## 簡介
《LA·LA·LA》被用作中居正廣主演的朝日電視台電視劇《美味小天王》的主題曲。c/w曲《戀愛是旋轉木馬 (English Version)》全英文作詞，被用作朝日系《CNN HEADLINE》的主題曲。
連續兩作取得Oricon公信榜冠軍。大黑的第三張也是最後一張百萬銷量單曲，總銷量高達133.9萬張，超過了《我只凝望你》成為大黑最暢銷的單曲。在日本單曲銷售巔峰時期的1995年，是當年單曲銷量第17位。
是大黑演唱會上的定番歌曲，常在演唱會末端時間全場觀眾和聲合唱。

## 收錄曲目
1. LA·LA·LA（ら・ら・ら）
作詞、作曲：大黑摩季；編曲：葉山武
2. 戀愛是旋轉木馬 (English Version)（恋はメリーゴーランド）
作詞、作曲：大黑摩季；編曲：葉山武
3. LA·LA·LA（Original Karaoke）
4. 戀愛是旋轉木馬 (English Version)（Original Karaoke）

## 改編版本
本專輯的主打歌曲《LA·LA·LA》也有以下的改編版本：
- 《為你而來》，由何厚華填詞，徐家揚主唱。